# Melanagromyza phaseolivora
Melanagromyza phaseolivora este o specie de muște din genul Melanagromyza, familia Agromyzidae, descrisă de Spencer în anul 1973.
Este endemică în Ecuador. Conform Catalogue of Life specia Melanagromyza phaseolivora nu are subspecii cunoscute.